# Die Feen
Die Feen (As Fadas, em alemão) é uma ópera em três atos de Richard Wagner. É a primeira ópera terminada pelo compositor, mas não foi apresentada enquanto foi vivo. A obra nunca se estabeleceu no repertório mundial, mas é apresentada algumas vezes, geralmente na Alemanha. Ela está disponível em CD, mas nunca foi lançada em vídeo. Apesar de sua música mostrar influência de Weber e outros compositores da época, reconhece-se que ela já apresenta características de períodos posteriores e mais maduros das óperas de Wagner.
Die Feen foi composta em 1833, quando Wagner tinha vinte anos. No ano anterior, o compositor já havia abandonado sua primeira tentativa de escrita de uma ópera, Die Hochzeit (O Casamento). Havia inúmeras dificuldades para compositores de ópera da Alemanha durante a década de 1830. Primeiro, a falta de libretistas de qualidade, provavelmente um dos motivos para que Wagner escrevesse o libreto por conta própria. Segundo, havia receio entre autoridades da Alemanha e da Áustria de que as óperas pudessem atrair seguidores nacionalistas e revolucionários.
Por contra própria, Wagner entregou o manuscrito original da obra para o rei Luís II. O manuscrito foi posteriormente entregue como presente a Adolf Hitler, e destruiu-se com Hitler no bunker em Berlin nos últimos dias da Segunda Guerra Mundial.
A ópera estreou em Munique em 29 de junho de 1888, sob condução de Franz Fischer.

## Papeis
| Personagem                         | Voz      | Elenco da estreia |
| ---------------------------------- | -------- | ----------------- |
| O Rei das Fadas                    | baixo    | Victorine Blank   |
| Ada, fada                          | soprano  | Lili Dressler     |
| Zemina, fada                       | soprano  | Pauline Sigler    |
| Farzana, fada                      | soprano  | Marie Sigler      |
| Arindal, Rei de Tramond            | tenor    | Max Mikorey       |
| Lora, irmã de Arindal              | soprano  | Adrienne Weitz    |
| Morald, noivo de Lora              | barítono | Rudolf Fuchs      |
| Gunther, cortesão de Tramond       | tenor    | Heinrich Herrmann |
| Gernot, amigo de Arindal           | baixo    | Gustav Siehr      |
| Drolla, amiga de Lora              | soprano  | Emilie Herzog     |
| Harald, General de Groma, o mágico | baixo    | Kaspar Bausewein  |
| O mensageiro                       | tenor    | Max Schlosser     |
| Voz de Groma, o mágico             | baixo    |                   |

## Sinopse

### Primeiro Ato

#### Primeira Cena
Enquanto outras fadas divertem-se num jardim encantado, Zemina e Farzana discutem como sua líder Ada, uma meia-fada, renunciou à imortalidade para passar a vida com o mortal que ama. O rei das fadas estabeleceu uma condição que Farzana acredita que Arindal não cumprirá nem mesmo com a ajuda do mago Groma. Mesmo assim, elas conclamam as outras fadas e espíritos a colaborarem para separar Ada do mortal.

#### Segunda Cena
Num descampado rochoso, Morald e Gunther encontram Gernot. Os dois primeiros foram enviados para descobrir o que aconteceu com Arindal, que desapareceu há oito anos. Nesse interregno, seu pai, o rei, morreu pelo sofrimento, e o reino está sob ataque do inimigo Murold, que, como condição para a paz, exige a entrega da irmã de Arindal, Lora, para se tornar sua esposa. Gernot relata como ele e Arindal caçaram uma corça até um rio, onde ela desapareceu. Eles ouviram uma voz e saltaram no rio, no qual encontraram uma bela mulher num local luxurioso. Ela declarou seu amor por Arindal e disse que eles poderiam ficar juntos desde que Arindal permanecesse oito anos sem questionar quem era ela. Porém, no penúltimo dia do prazo ele fez o questionamento, e então Arindal e Gernot viram-se no descampado. Morald e Gunther partem antes que Arindal possa saber de sua presença. Arindal surge e canta seu sofrimento pela perda de Ada (Wo find ich dich, wo wird mir Trost?). Gernot tenta convencê-lo a acreditar que Ada é uma feiticeira que o abandonou, e que ele deveria retornar a seu reino. Ele canta sobre uma bruxa má que se disfarçou de uma bela mulher (War einst ‘ne böse Hexe wohl). Gunther retorna, disfarçado de padre, e continua a tentar persuadir Arindal de que ele será transformado num animal selvagem pela bruxa, exceto se ele retornar imediatamente; da mesma forma, Morald se disfarça de fantasma do pai de Arindal e anuncia que o reino está sob ameaça. Ambos os disfarces são magicamente destruídos quando Arindal estava prestes a ser convencido. Entretanto, os três finalmente conseguem persuadi-lo das necessidades de seu país. Eles concordam em partir no amanhecer, embora Arindal tema que nunca mais verá Ada. Quanto ele é deixado sozinho, cai num sono encantado.

#### Terceira Cena
A cena muda novamente para um jardim encantado com um palácio ao fundo, do qual vem Ada. Ela canta o quanto deseja sacrificar sua imortalidade e pagar o preço, embora isso seja difícil, para ganhar Arindal (Wie muss ich doch beklagen). Arindal desperta e declara sua alegria ao rever Ada, mas ela anuncia que ele a abandonará no dia seguinte.  Gernot, Gunther e Morald chegam com reforços para resgatar Arindal. Os que ainda não tinham visto Ada anteriormente ficam atônitos com sua beleza e temem que Arindal não venha. Uma procissão de fadas sai do palácio; Zemina e Farzana contam a Ada que seu pai morreu e que ela agora é rainha. Ada diz a Arindal que deve partir imediatamente, mas que o verá amanhã. Ela pede que ele jure, aconteça o que acontecer, que não a amaldiçoará. Ele faz o juramento, embora ela retire o pedido. Ela expressa o medo de que ambos sucumbam como resultado da quebra do juramento.

### Segundo Ato
O povo e os guerreiros de Arindal estão em pânico por estarem sob ataque. Lora os repreende dizendo que ela própria permanece impávida mesmo depois de perder o pai, o irmão e o amado. Ela os lembra da profecia de Groma, de que o reino não cairá se Arindal retornar, mas o coro manifesta dúvidas. Logo que ela começa a temer que eles estejam certos (O musst du Hoffnung schwinden), um mensageiro chega para anunciar que Arindal está a caminho. O novo rei é saudado alegremente por seu povo, mas Arindal afirma que teme não ser forte o bastante para a batalha. Enquanto isso, Morald e Lora expressam seu amor mútuo.
Ada está com Zemina e Farzana. Ela se queixa da maneira insensível como elas a manipulam. Elas, porém, manifestam esperança de que renuncie a Arindal e permaneça imortal. Ela canta (We’h mir, so nah’ die fürchterlische Stunde) seus temores de que Arindal seja amaldiçoado com a loucura e a morte, e ela com a transformação numa estátua, mas então demonstra esperança em que o amor de Arindal provará ser forte.
Gernot e Gunther conversam sobre os presságios da noite e do amanhecer. Gernot pergunta a Gunther se Drolla ainda é bela e fiel a ele. Gunther diz acreditar que sim, mas que Gernot deveria perguntar isso pessoalmente a ela, já que ela está próxima. Gernot e Drolla testam um ao outro contando histórias de pessoas que os amam. Ambos ficam com ciúme, mas então percebem que se amam verdadeiramente.
A batalha está em andamento lá fora. Arindal está ansioso e se recusa a liderar o exército. Morald o faz em seu lugar. Ada aparece com os filhos que tem com Arindal. Ela parece jogá-los num abismo incendiado. Enquanto isso, guerreiros derrotados ingressam no recinto. Ada recusa-se a consolar Arindal, dizendo que, em vez disso, veio para atormentá-lo. Mais guerreiros derrotados chegam com informações de que Morald ou desapareceu, ou foi capturado ou morreu. Então Harald, que foi enviado para pedir reforços, chega. Ele relata que seu exército foi derrotado por outro, liderado por Ada. Arindal a amaldiçoa. Zemina e Farzana expressam alegria, porque Ada permanecerá mortal. Porém, ela tristemente explica que o rei das fadas impôs uma condição para que ela renunciasse à imortalidade: que ocultasse de Arindal suas origens de fada por oito anos, e que no último dia o atormentasse o máximo que pudesse. Se ele a amaldiçoasse, ela permaneceria imortal e se transformaria em pedra por cem anos, ao passo que ele enlouqueceria e morreria. E que, na verdade, Morald não morreu; o exército que Harald liderava estava repleto de traidores, e seus filhos ainda estão vivos. Arindal já sente sua sanidade mental fraquejar.

### Terceiro Ato

#### Primeira Cena
Um coro saúda Morald e Lora como o rei e a rainha que trouxeram a paz. O casal diz que não podem comemorar devido ao destino de Arindal. Todos rezam para que a maldição termine.
Arindal está com a alucinação de estar caçando uma corça. Quando ela é morta, ele percebe que era sua esposa. Ele continua a ter visões (Ich seh’ den Himmel) antes de adormecer. A voz de Ada, petrificada mas aos prantos, é ouvida a chamá-lo. Então a voz de Groma também o chama. Uma espada, um escudo e uma lira aparecem, e Groma diz que podem conseguir para Arindal a vitória e uma recompensa maior. Zemina e Farzana entram. A primeira manifesta piedade por Arindal, ao passo que a segunda diz que ele merece punição por tentar privá-las de Ada. Elas o despertam e anunciam que o conduzirão ao resgate de Ada. Ele manifesta sua disposição de morrer por ela. As duas fadas esperam que isso realmente ocorra.

#### Segunda Cena
Elas conduzem Arindal até um portal que é guardado por espíritos terrenos. Ele está prestes a ser derrotado quando a voz de Groma o lembra do escudo. Os espíritos desaparecem quando ele ergue o escudo. As fadas manifestam sua surpresa, mas estão certas de que ele não triunfará novamente. Enquanto isso, ele agradece ao poder de Groma. No dia seguinte eles encontram homens de bronze que guardam um santuário sagrado. O escudo falha, mas quando Groma o aconselha a erguer a espada, os homens de bronze desaparecem. As fadas novamente manifestam surpresa, enquanto o encorajamento de Groma leva Arindal adiante. Eles agora chegaram a uma gruta onde Ada foi transformada em pedra. As duas fadas zombam de Arindal com a ameaça de que o fracasso significará que ele também será transformado em pedra. A voz de Groma diz a ele que toque a lira. Quando ele o faz (O ihr, des Busens Hochgefühle), Ada é libertada da pedra. As duas fadas percebem que Groma é o responsável.

#### Terceira Cena
A cena muda para a sala do trono do rei das fadas. Ele decidiu conceder a imortalidade a Arindal. Ada o convida a governar seu reino encantado com ela. Arindal outorga seu reino mortal a Morald e Lora. Todos celebram; até mesmo Zemina e Farzana estão felizes, uma vez que Ada continua imortal.